# Crkva Sv. Križa i groblje sa stećcima u Rastovcu
Crkva Sv. Križa s grobljem u selu Rastovcu Donjem, općina Zagvozd, zaštićeno kulturno dobro.

## Opis dobra
Vrijeme nastanka je od 15. do 17. stoljeća. Crkva Svetog Križa u Donjem Rastovcu sagrađena je 1612. godine na mjesnom groblju. Nekad je to bila župna crkva mjesta Zagvozd. Crkva je jednobrodna građevina, pravokutnog tlocrta s pravokutnom apsidom, orijentirana istok-zapad. Oko crkve nalazi se groblje sa stećcima, a pronađeni površinski materijal ukazuje na mogućnost postojanja ranijeg srednjovjekovnog groblja. U crkvi je sačuvana vrijedna oltarna slika iz 16./17. stoljeća.

## Zaštita
Pod oznakom Z-4477 zavedena je kao nepokretno kulturno dobro - pojedinačno, pravna statusa zaštićena kulturnog dobra, klasificirano kao "sakralna graditeljska baština".